# Међународно првенство Бризбејна 2010 — женски парови
Бризбејн интернашонал 2010. — женски парови (енгл. Brisbane International) је други професионални ВТА тениски турнир у 2010. години. Играо се у Бризбејну (Аустралија) од 3. до 10. јануара на отвореним теренима Тениског центра са тврдом подлогом, за наградни фонд од 220.000 долара. Победнице су освојиле 280 ВТА бодова и награду од 11.000 долара, а финалисти 200 бодова и 5.750 долара. Учествовало је 16 парова са играчицама из 17 земаља.
Прошлогодишње победнице немачко-амерички пар Ана Лена Гренефелд и Ванја Кинг ће бранити титулу. 
Победнице 2010. је чешки пар Андреа Хлавачкова и Луција Храдецка које су у финалу савладале мађарско шпанску комбинацију Мелинда Цинк и Аранча Пара Сантонха са 2:1 (2:6, 7:6(3), 10:4). Овом победом Андреа Хлавачкова је освојила своју 5 ВТА титулу а Луција Храдецка 8 у игри парова.

### Носиоци у игри парова
| # | Пар                                                              | Резултат успешности | Резултат успешности                                  |
| - | ---------------------------------------------------------------- | ------------------- | ---------------------------------------------------- |
| 1 | Аља Кудрјавцева · Јекатерина Макарова Сједињене Државе (53)      | 1. коло             | Олга Говорцова · Татјана Путчек Белорусија           |
| 2 | Ана Лена Гренефелд Немачка · Ванја Кинг Сједињене Државе (57)    | 1. коло             | Тимеа Бачински Швајцарска · Татјана Гарбин Италија   |
| 3 | Акгул Аманмурадова Узбекистан · Јунг Џан Чан Кинески Тајпеј (90) | полуфинале          | Андреа Хлавачкова · Луција Храдецка Чешка            |
| 4 | Клаудија Јанс · Алисија Росолска Пољска (95)                     | 1. коло             | Мелинда Цинк Мађарска · Аранча Пара Сантонха Шпанија |

Број у загради означава рејтинг парова на ВТА листи од 28. децембра 2009.

## Прво коло
3. јануар 2009
| бр. меча | 1. Пар                                                          | Резултат        | 2. Пар                                                        |
| -------- | --------------------------------------------------------------- | --------------- | ------------------------------------------------------------- |
| 1.       | Аља Кудрјавцева · Јекатерина Макарова Русија (1)                | 6:4, 4:6, 8:10  | Олга Говорцова · Татјана Путчек Белорусија                    |
| 2.       | Лига Декмијер Летонија · Ипек Сеноглу Турска                    | 6:3,2:6, 6:10   | Андреа Хлавачкова · Луција Храдецка Чешка                     |
| 3.       | Акгул Аманмурадова Узбекистан · Јунг Џан Чан Кинески Тајпеј (3) | 2:6, 6:3, 12:10 | Ивета Бенешова Чешка · Сара Ерани Италија                     |
| 4.       | Џесика Мур · Сали Пирс Аустралија ВК                            | 2:6, 5:7        | Анастасија Пављученкова Русија · Галина Воскобојева Казахстан |
| 5.       | Кејси Делаква · Алиша Молик Аустралија ВК                       | 4:6, 2:6        | Марија Коритцева Украјина · Дарија Кустова Белорусија         |
| 6.       | Мелинда Цинк Мађарска · Аранча Пара Сантонха Шпанија            | 6:4,6:1         | Клаудија Јанс · Алисија Росолска Пољска (4)                   |
| 7.       | Агнеш Савај Мађарска · Роберта Винчи Италија                    | 1:6, 1:6        | Анастасија Родионова Аустралија · Арина Родиионова Русија     |
| 8.       | Тимеа Бачински Швајцарска · Татјана Гарбин Италија              | 7:5, 4:6, 12:10 | Ана Лена Гренефелд Немачка · Ванја Кинг Сједињене Државе (2)  |

## Четрвтфинале
6. јануар
| бр. меча | 1. пар                                                          | Резултат        | 2. пар                                                        |
| -------- | --------------------------------------------------------------- | --------------- | ------------------------------------------------------------- |
| 1.       | Олга Говорцова · Татјана Путчек Белорусија                      | 6:7(2), 2:6     | Андреа Хлавачкова · Луција Храдецка Чешка                     |
| 2.       | Акгул Аманмурадова Узбекистан · Јунг Џан Чан Кинески Тајпеј (3) | 6:2, 6:1        | Анастасија Пављученкова Русија · Галина Воскобојева Казахстан |
| 3.       | Марија Коритцева Украјина · Дарија Кустова Белорусија           | 5:7, 6:4, 10-12 | Мелинда Цинк Мађарска · Аранча Пара Сантонха Шпанија          |
| 4.       | Анастасија Родионова Аустралија · Арина Родиионова Русија       | 7:5, 6:0        | Тимеа Бачински Швајцарска · Татјана Гарбин Италија            |

## Полуфинале
| бр. меча | 1. пар                                               | Резултат       | 2. пар                                                          |
| -------- | ---------------------------------------------------- | -------------- | --------------------------------------------------------------- |
| 1.       | Андреа Хлавачкова · Луција Храдецка Чешка            | 2:6, 6;4, 10:7 | Акгул Аманмурадова Узбекистан · Јунг Џан Чан Кинески Тајпеј (3) |
| 2.       | Мелинда Цинк Мађарска · Аранча Пара Сантонха Шпанија | 6:2, 6:1       | Анастасија Родионова Аустралија · Арина Родиионова Русија       |

## Финале
| бр. меча | 1. играчица                               | Резултат          | 2. играчица                                          |
| -------- | ----------------------------------------- | ----------------- | ---------------------------------------------------- |
| 1.       | Андреа Хлавачкова · Луција Храдецка Чешка | 2:6, 7:6(3), 10:4 | Мелинда Цинк Мађарска · Аранча Пара Сантонха Шпанија |